# Obuz

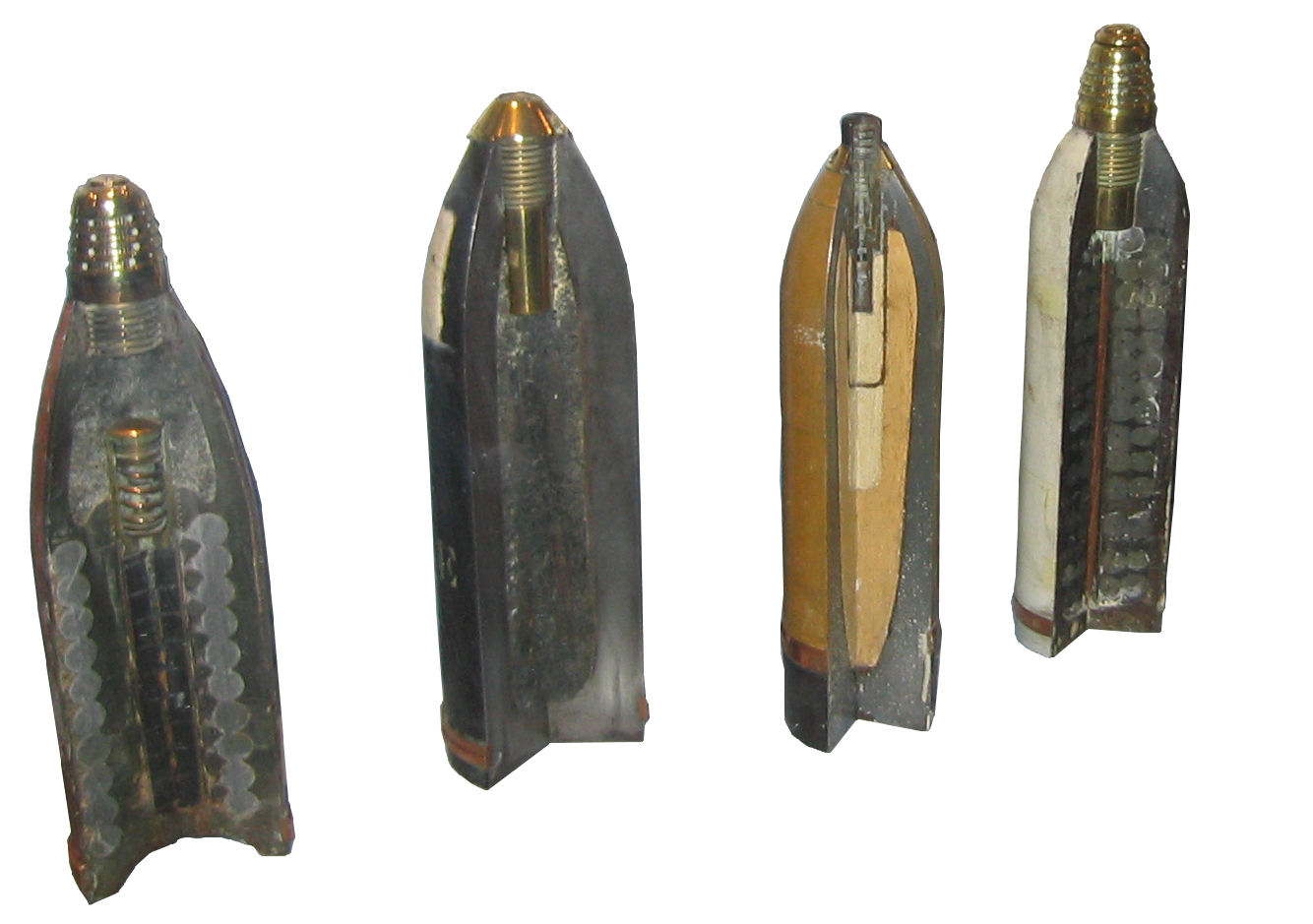
Obuze secționate din Primul Război Mondial. De a stînga la dreapta: șrapnel de 90 mm, obuz incendiar de 120 mm, obuz exploziv model 77/14 de 75 mm, șrapnel model 16 de 75 mm

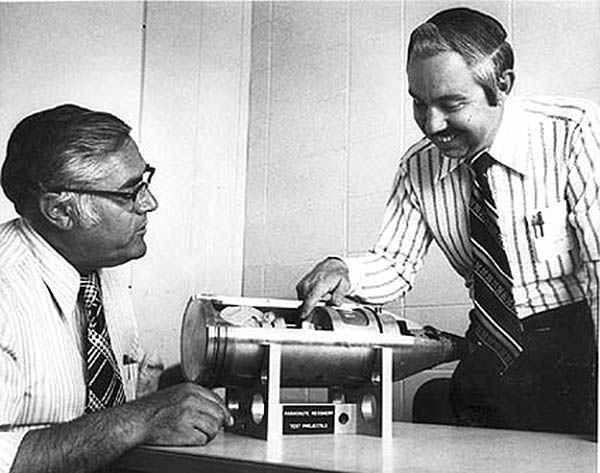
Model la scară reală a obuzului W48 de 155 mm, muniție tactică nucleară echivalent 72 t de TNT (0,072 kilotone); poate fi tras de mortierele standard de 155 mm

Un obuz este un proiectil, în general de formă cilindrică și ogivală, conținând o încărcătură de exploziv sau substanțe incendiare sau toxice și care este aruncat spre obiectiv cu ajutorul unui obuzier sau tun. În general sunt proiectile de calibru mare și sunt trase de artilerie, vehicule de luptă sau nave de luptă.